# Oligopsônio
Em economia, oligopsônio ou oligopsónio é uma forma de mercado com poucos compradores, chamados de oligopsonistas, e inúmeros vendedores. É um tipo de competição imperfeita, inverso ao caso do oligopólio, onde existem apenas alguns vendedores e vários compradores.
Os oligopsonistas têm poder de mercado, devido ao fato de poderem influenciar os preços de determinado bem, variando apenas a quantidade comprada. Os seus ganhos dependem da elasticidade da oferta. Seria uma situação intermediária entre a de monopsônio e a de mercado plenamente competitivo.
Em microeconomia, monopsonistas e oligopsonistas são assumidos como empresas maximizadoras de lucros e levam a falhas de mercado, devido a restrição de quantidade adquirida, que é uma situação pior do que o ótimo de Pareto que existiria em competição perfeita.
Inicialmente, a microeconomia assumia que os problemas gerados por este modelo econômico eram poucos relevantes, ignorando-o então em seus modelos. Porém, foram verificados casos importantes ao longo do tempo. Um exemplo de oligopsônio é o mercado de cacau, onde três firmas (Cargill, Archer Daniels Midland e Callebaut) compram a maior parte dos grãos de cacau, geralmente produzidos por pequenos agricultores de países menos desenvolvidos.